# Macleaya cordata
Espèce
Classification phylogénétique
Taxons de rang inférieur
- Voir le texte

Macleaya cordata est une espèce de plantes à fleurs de la famille des Papavéracées, originaire de Chine et du Japon.
Nom chinois : 博落回

## Description[1]
Macleaya cordata est une plante vivace, rhizomateuse, caduque, hermaphrodite, lactifère au latex jaune.
La base de la plante est légèrement lignifiée.
La tige, droite, porte de grandes feuilles alternes. Elle peut atteindre plus de deux mètres de haut.
Les inflorescences sont de grandes panicules.
La fleur a deux sépales formant un calice coloré. Elle est apétale et possède de nombreuses étamines mais plus que l'espèce Macleaya cordata : de 24 à 28. Ces étamines ont un filament plus long que les anthères.
La capsule est bivalve et aplatie.
Les graines sont ovoïdes, de quatre à six par locule.
Sur cinq décomptes de chromosomes, un, en 1989, a donné cinq paires et les autres 10 paires.

## Distribution
Cette espèce est une plante originaire d'Asie orientale tempérée : Chine et Japon.
Son usage ornemental l'a répandue dans l'ensemble des pays à climat tempérés.

## Utilisation
Cette espèce connaît un usage croissant en France comme plante ornementale.
Un usage comme insecticide est signalé ainsi que comme plante médicinale.

## Historique et position taxinomique
Carl Ludwig Willdenow décrit, en 1797, une première fois cette espèce sous le nom de Boccaria cordata Willd., avec comme seule précision sur son origine une interrogation sur son habitat en Chine.
Robert Brown la renomme, en 1826, dans sa description du genre et il en fait l'espèce-type de ce nouveau genre.
En 1840, Constantine Samuel Rafinesque la replace dans le genre Marzaria. Ce déplacement est infondé.
Comme le genre, elle est placée dans la sous-famille des Papaveroideae, tribu des Chelidonieae.
Macleaya cordata compte donc comme synonymes nomenclaturaux :
- Bocconia cordata Willd.
- Bocconia cordata var. thunbergii Miq.
- Bocconia japonica André
- Marzaria cordata (Willd.) Raf.

Elle compte aussi deux variétés botaniques :
- Macleaya cordata var. yedoensis (André) Fedde - synonymes : Bocconia jedoensis Carrière, Macleaya yedoensis André
- Macleaya cordata f. glabra H.Ohba

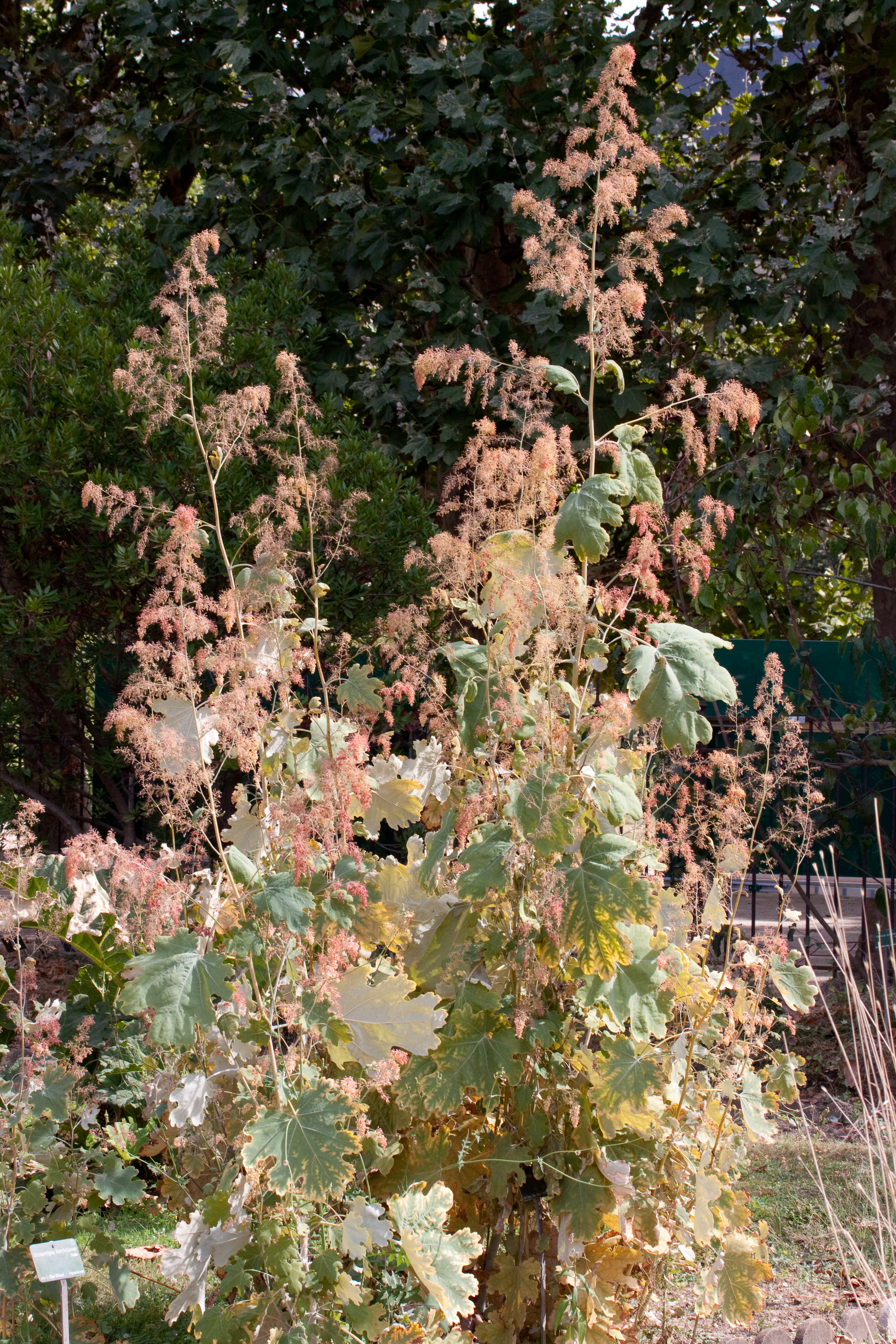
Aspect général.
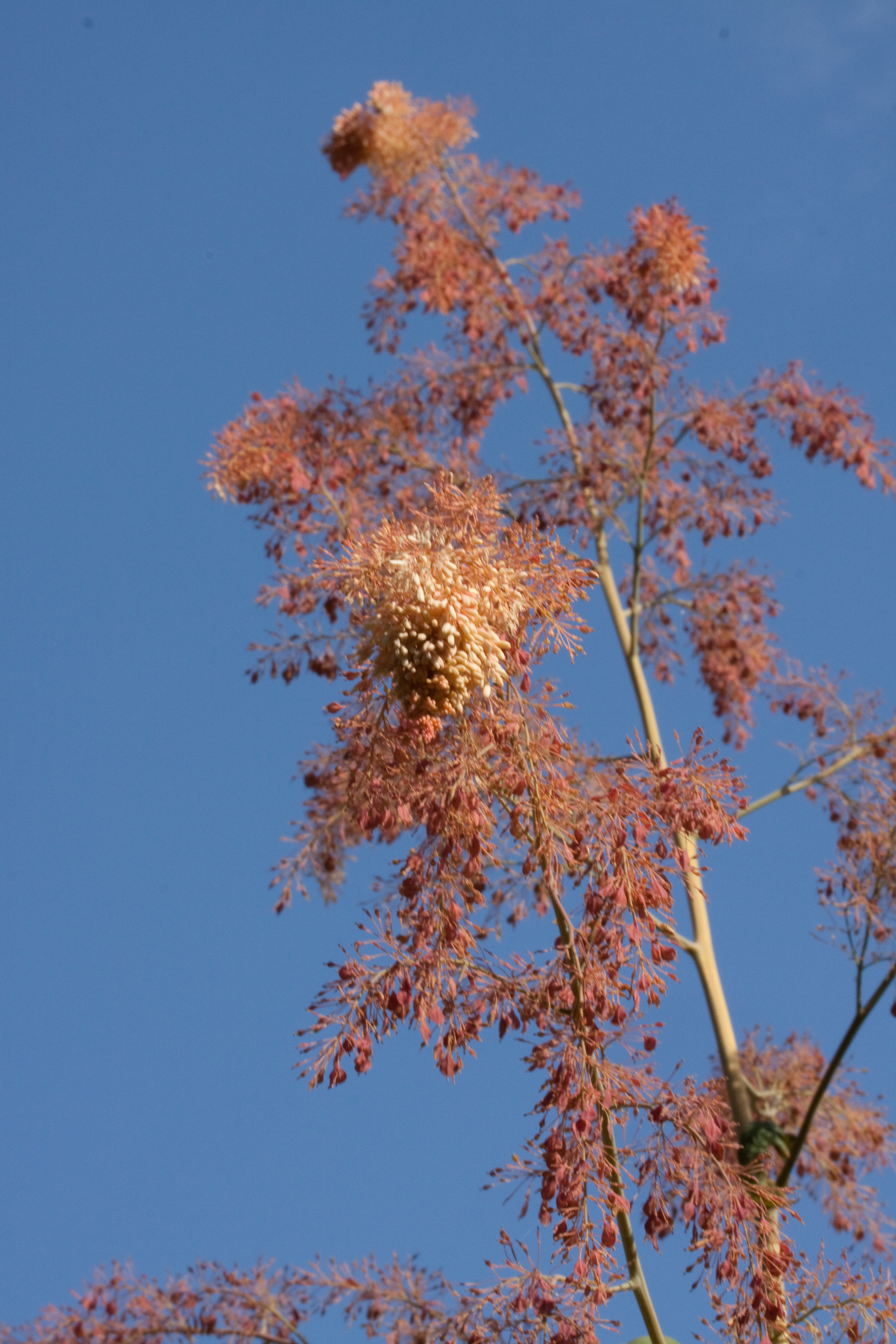
Panicules florales.
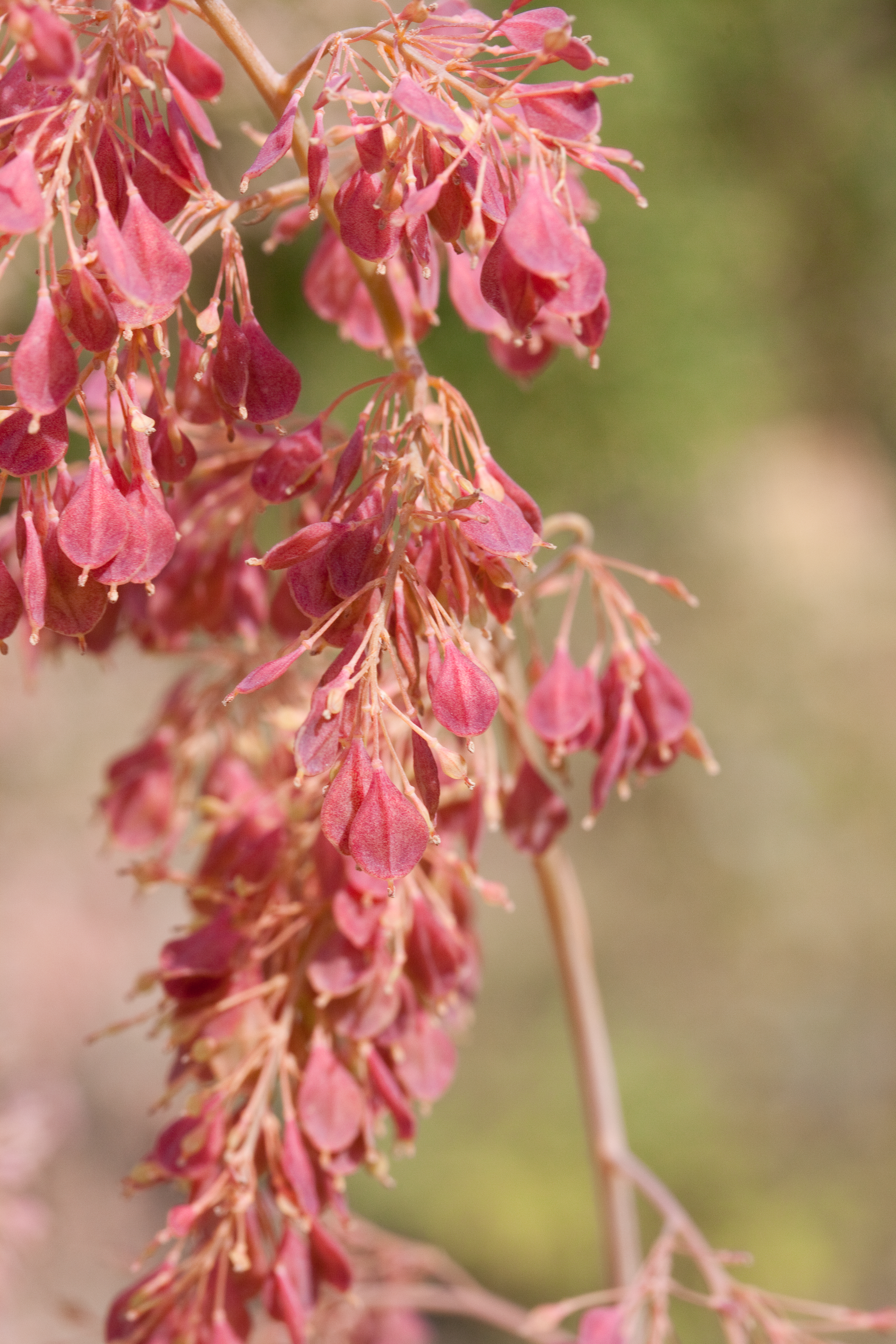
Jeunes capsules.